# 인간의 벽
《인간의 벽》은 MBC에서 1985년 8월 17일에 방영된 8.15 특집 드라마로, 광복 40주년 기념 8.15 문제작 시리즈 중 세 번째 작품이다. 일제 강점기 당시 지배자와 피지배자 사이에서 참회와 용서는 과연 가능한 일인가를 한 노인의 심리적 갈등을 통해 조명하였다.

## 줄거리
일본노무보국회 동원부장이었던 요시다가 자신이 징집해갔던 한국인 중 유일한 생존자인 조만복 노인을 만나러 수소문한다.

## 등장 인물
- 김무생
- 변희봉
- 홍순창
- 송옥숙
- 김도연